# Voltumna
Voltumna o Veltha o Vel è una divinità ctonia etrusca, la quale divenne il dio supremo del Pantheon etrusco, il deus Etruriae princeps, secondo Varrone.
Il Voltumna etrusco fu protettore della città di Volsinii e titolare del vicino santuario federale della Lega delle dodici città etrusche (dodecapoli), il Fanum Voltumnae. Si trattava forse di un epiteto o di un aspetto del dio Tinia, a sua volta corrispondente a Giove, tuttavia Voltumna, a differenza di Tinia, non ha rispondenze nel pantheon greco-romano eccetto la divinità romana Vertumno che deriva completamente da quella etrusca.
Il legame della dodici città della Lega Etrusca,  dei dodici populi etruschi, veniva rinnovato annualmente nel bosco sacro del Fanum Voltumnae, menzionato da Livio.
Nel Foro romano, vicino al Tempio di Castore e Polluce, sorgeva un santuario dedicato a Voltumna nel Vicus Tuscus.

## Etimologia
Nel nome di Voltumna la desinenza femminile -a, che i Romani trovavano sicuramente strana per una divinità maschile e che non ha alcun carattere di genere in etrusco, fu sostituita nella resa latina di Vertumnus dalla desinenza maschile latina -us, e si verificò anche un cambio di consonanti liquide da l a r, come avviene in latino e greco, tra le altre lingue. Non è chiaro se Voltumna fosse una parola etrusca e non un semplice aggettivo romano, poiché non è sopravvissuta nei 13.000 testi in lingua etrusca, perlopiù molto brevi, dall'VIII secolo a.C. al I secolo d.C.. Il prefisso vol-, invece, ricorre frequentemente in toponimi etruschi come Volsinii, Volaterrae, Volturno e in nomi tribali come Volsci. Secondo i risultati delle iscrizioni di consacrazione, Vel è un nome proprio o gentilizio frequente e viene considerato linguisticamente e storicamente un derivato dei nomi di luogo con Vel-/Vol-. Nel complesso, la storia della parola dimostra il carattere transitorio di questa figura mitologica che oscilla tra l'etrusco e il romano.

## Descrizione
L'etrusco Voltumna sembra essere stato in origine un antico dio della terra, responsabile anche dell'alternarsi delle stagioni, e, come spesso accade nelle mitologie, fu poi fuso con la figura di Tinia, l'attuale divinità suprema degli Etruschi, dopo che i Romani avevano saccheggiato il santuario di Voltumna e rapito l'idolo a Roma. Marco Terenzio Varrone parla di un Vertumnus, chiamandolo "Deus princeps Etruriae", il più alto dio dell'Etruria, ed è con questo nome che i Romani lo veneravano. Tipici del culto di Voltumna, come di Tinia, sono gli altari per le libagioni, che in Grecia erano riservati al culto delle divinità ctonie, poiché il sacrificio può entrare nelle profondità della terra attraverso un'apertura nell'altare. Al suo fianco nelle rappresentazioni si vede solitamente Uni, la dea di Veio, che viene attribuita a Tinia come moglie.
Secondo la tradizione antica, il fondatore del culto a Roma fu Servio Tullio, il leggendario sesto re di Roma e forse un etrusco. In ogni caso, i Romani consideravano Voltumna così importante che, su impulso del comandante Marco Fulvio Flacco, dopo la vittoria su Volsinii (oggi Bolsena) nel 264 a.C., fu eretto un tempio sull'Aventino romano, privando così gli Etruschi sconfitti della loro più importante fondazione religiosa, tanto più che, pur non essendoci stati altri saccheggi (ad eccezione di Roselle e Volsinii), rubarono anche l'intero arredo templare di Volsinii (secondo la Naturalis historia di Plinio si trattava di 2.000 statue) e lo trasferirono nel nuovo santuario romano. Questo processo segnò anche la fine politica definitiva degli Etruschi, che persero il loro centro spirituale e furono gradualmente assorbiti dallo Stato romano.